# GHI Bronx Tennis Classic 2005
Il GHI Bronx Tennis Classic 2005 è stato un torneo di tennis facente parte della categoria ATP Challenger Series nell'ambito dell'ATP Challenger Series 2005. Il torneo si è giocato a Bronx negli Stati Uniti dal 15 al 21 agosto 2005 su campi in cemento.

## Vincitori

### Singolare
Thierry Ascione ha battuto in finale  Brian Vahaly con il punteggio di 6–2, 6–3

### Doppio
Cecil Mamiit /  Brian Vahaly hanno battuto in finale  Julien Benneteau /  Nicolas Mahut con il punteggio di 6–4, 6–4